# Sekundära könskarakteristika

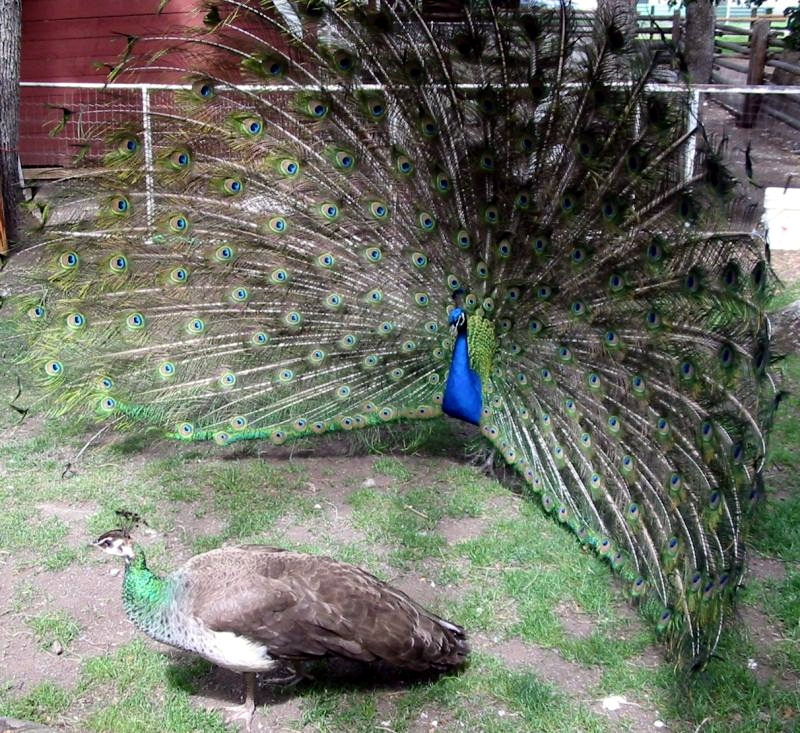
Påfågel som uppvaktar hona.

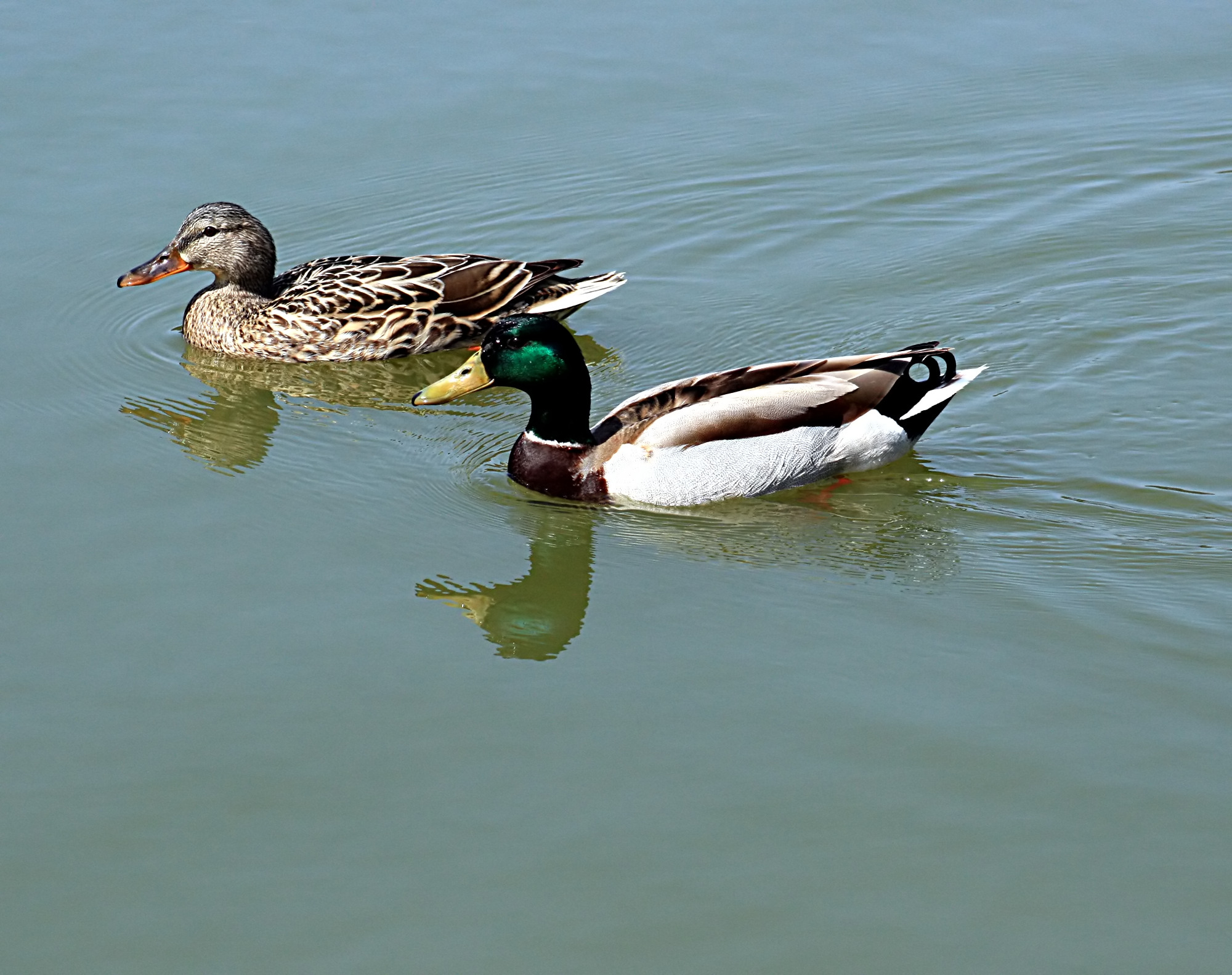
Gräsand.

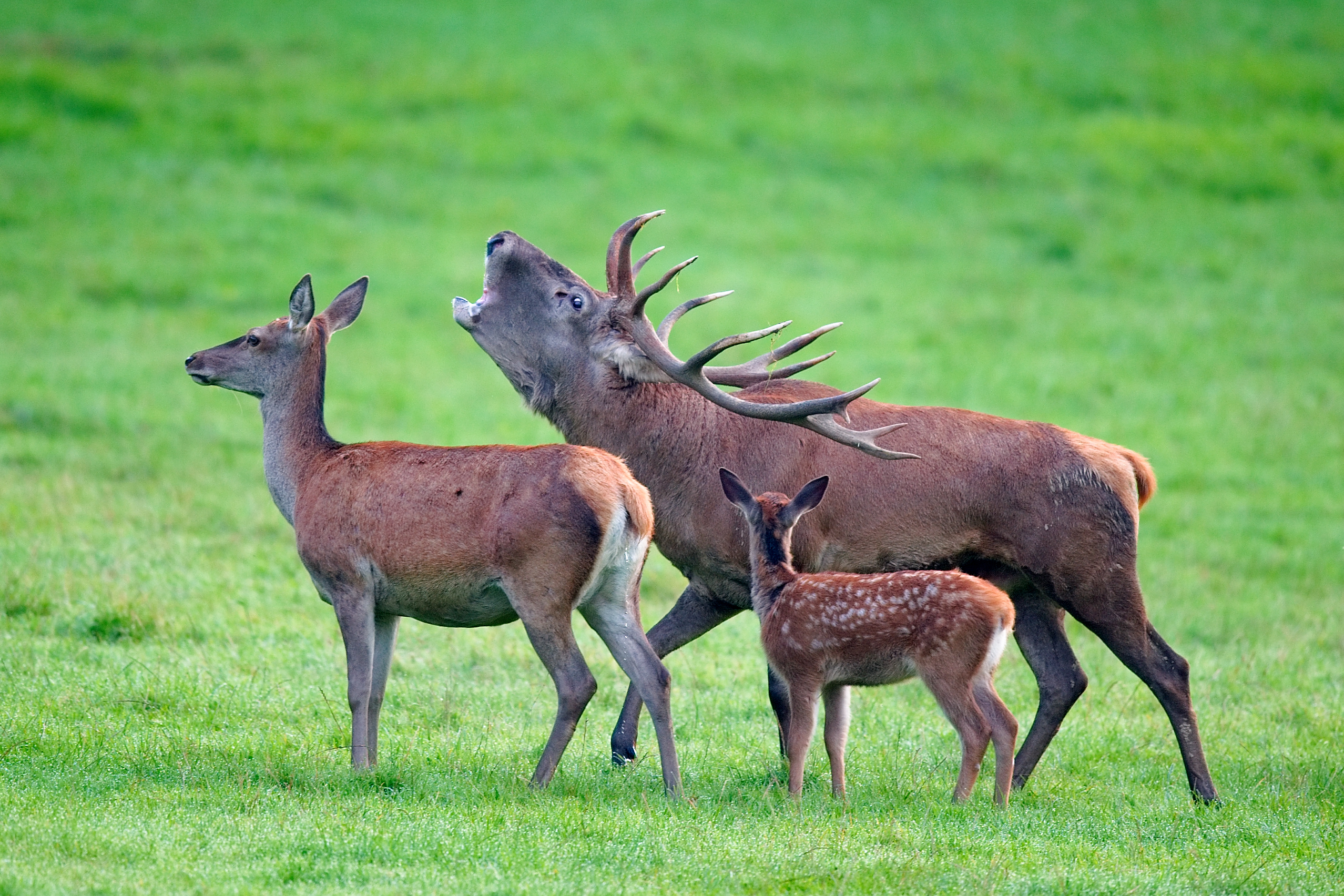
Kronhjort.

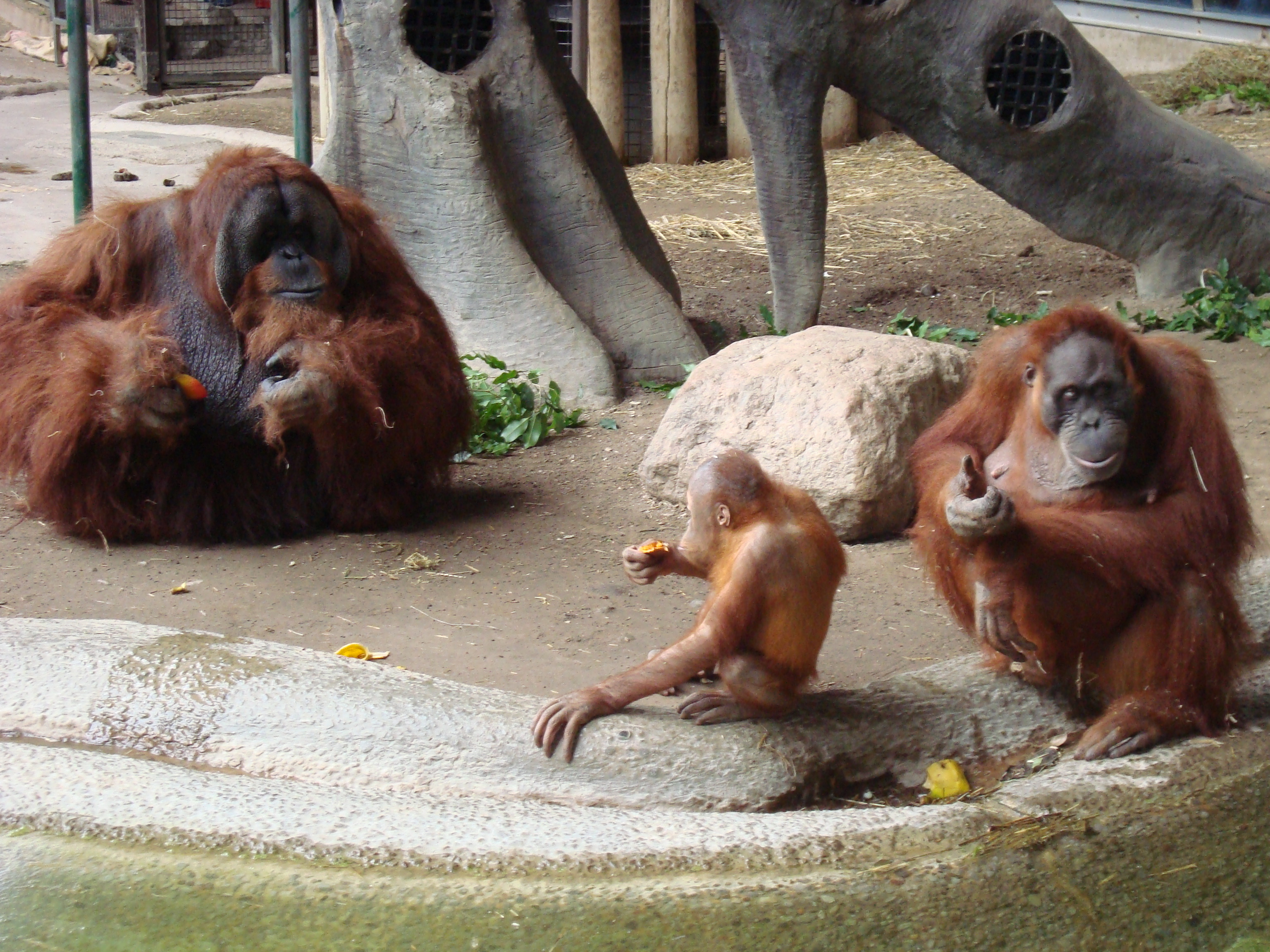
Orangutang.

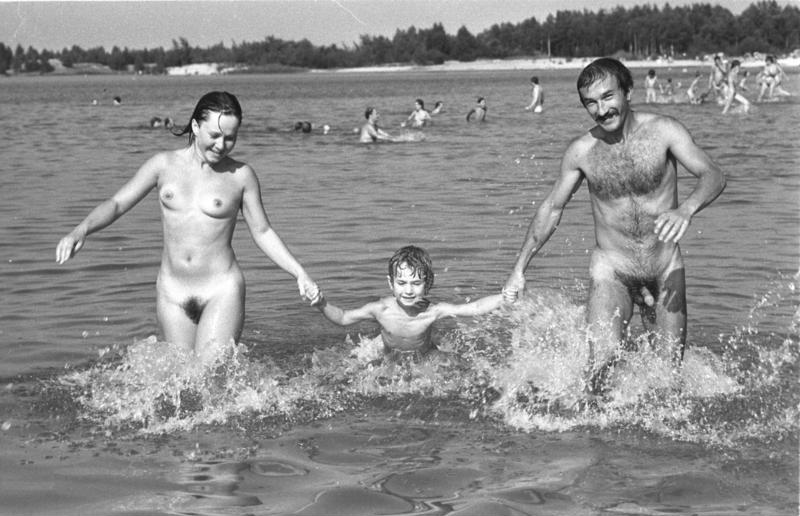
Människa.

Sekundär könskaraktär är särdrag som uppkommer under könsmognaden hos människor och djur och som gör det lätt att skilja mellan könen. Dessa egenskaper saknar direkt anatomiskt samband med könsorganen och fortplantningssystemet, men kan ha betydelse vid exempelvis parningslekar, parningsstrider, fysisk attraktivitet och parbildning.
Välkända sekundära könskarakteristika hos människan är skillnader i storlek mellan könen, bröstens storlek och utveckling, underhudsfettets fördelning, skelettets uppbyggnad, muskulaturens storlek, behåringens utseende och fördelning på kroppen samt röstläget.

## Termen och begreppet
Könskarakteristikum (plural könskarakteristika) kallas ibland, särskilt i äldre litteratur, könskaraktär och motsvarar det nu vanligare ordet könsdimorfism.
Ordet könskarakteristikum används främst i sammansättningen ”sekundära könskarakteristika”. Primära könskarakteristika är genetiskt betingade och utgörs av könsorganen. Sekundära könskarakteristika är hormonellt betingade.

## Teorier
Charles Darwin lade fram hypotesen att sexuellt urval, eller konkurrens om partners inom en art, kunde förklara observerade skillnader mellan könen hos många arter.
Nutida evolutionsbiologer skiljer mellan "male-to-male combat" och "mate choice", vanligen kvinnans val av manliga partners. Sekundära könskarakteristika med grund i strid är exempelvis hovar, horn och större storlek. Könskarakteristika som beror av partnerval, ofta kallade ”prydnader”, inkluderar ljusare fjäderdräkt, färgprakt och andra funktioner som inte har något tydligt syfte för överlevnad eller strid.
Ornamentik kan uppstå på grund av någon godtycklig kvinnlig preferens som initialt förstärks av slumpmässig genetisk drift, och så småningom förstärks genom aktivt val av hanar med eftertraktad prydnad. Detta är känt som "sexy son hypothesis" En alternativ hypotes är att hanar utvecklar imponerande ornament eller stridsförmåga som markör av fitness eller en mer effektiv metabolism. Denna tanke är känd som "good genes hypothesis".

## Djur
Hos ryggradslösa djur finns sekundära könskarakteristika endast hos leddjuren, men är ofta rikt utvecklade hos fåglar och däggdjur, hos hanar ofta som kraftigare kroppsbyggnad, lysande färger, sporrar, kammar, horn eller starkare hårbildning
Exempel är påfågeltuppars fjäderdräkt, lejonhannars man, narvalhannars betar, sjöelefanthannars och näsapans förstorade snabel, det ljusa ansiktet och färgade sätet hos mandrillhanen samt horn hos många arter av slidhornsdjur. Fågelhannar har oftast mer färgglad fjäderdräkt, honornas fjäderdräkt är färgad för kamouflage. Bland många arter av fågel och fisk är hanen ljusare eller har andra prydnader.

## Människan
I puberteten får pojkar ett grövre skelett och tillväxt av muskulatur, medan flickor får en markerad ökning av underhudsfett. Det är stor könsskillnad i vigheten i ryggraden, vilket påverkar vad en normal kroppshållning är, och normal grad av svankrygg då kvinnor har mer svank än män.
Ett första yttre pubertetstecken hos pojkar är ofta testikeltillväxt, därefter tillväxt av penis, behåring vid könsorganen och i armhålorna samt skäggväxt. Därefter accelereras tillväxten (tillväxtspurt) och samtidigt inträder målbrott. Längdtillväxten upphör sedan successivt under adolescensen.
Under puberteten förändras männens ansiktsform. De får större käke, haka, ögonbrynsbåge och näsa, smalare kinder och vidare struphuvud med synligt adamsäpple.
Till sekundära könskarakteristika hos män hör mer kropps- och ansiktshår, smalare höfter och bredare axlar, att överflödigt kroppsfett främst lägger sig kring buken och runt midjan (bukfetma) samt en djupare röst.
Männens sekundära könskarakteristika beror på högre värden av testosteron, dihydrotestosteron och androsteron.
Hos flickor är ett första pubertetstecken vanligen tillväxt av bröst och mjölkkörtlar, följt av behåring kring könsorgan och i armhålor, bredare höfter och smalare midja, tillväxtspurt och sist den första menstruationen (menarche) cirka 1/2–1 år efter den maximala tillväxtspurten.
De hormoner och enzymer som styr utvecklingen av kvinnans sekundära könskarakteristika är bland andra östrogen, progesteron, prolaktin, könshormonbindande globulin och aromatas.

### Män
Testosteron ökar muskelmassan, stärker benstommen, förändrar ansiktsformen, förstorar struphuvudet och gör rösten djupare. Som DHT i huden påverkar testosteron tillväxten av hår i ansiktet och på kroppen, men kan också minska tillväxten av hår på huvudet.
- Tillväxt av kroppshår.
- Mer muskeltillväxt av lårmuskeln på lårbenets framsida.
- Tillväxt av skägg
- Förstoring av struphuvud (adamsäpple) och djupare röst[5]
- Ökad kroppslängd; vuxna män är normalt längre än vuxna kvinnor.
- Tyngre kranium och benstomme.
- Ökad muskelmassa och muskelstyrka.
- Större händer, fötter och näsa än kvinnor.
- Större kropp.
- Fyrkantigt ansikte, med bredare och kraftigare käke och kraftigare ben vid ögonbrynen. Längre och bredare näsa. Mindre fylliga kinder, med plattare kindben och mindre underhudsfett.[6]
- Högre hårfäste som kan vara M-format (jämför manligt håravfall).[6]
- Smal midja (men större än kvinnors).
- Bredare axlar och större bröstparti.
- Ökad sekretion av fett och svettkörtlar, som ofta orsakar akne och kroppslukt.
- Grövre och hårdare struktur på huden på grund av mindre underhudsfett.
- Högre "midje–höft-kvot" än normalt för kvinnor.
- Lägre procent kroppsfett än normalt för kvinnor.
- Tillväxt av penis.

### Kvinnor
Östrogen bidrar till tillväxt av bröst (se kvinnobröst) och ökar mängden fett i höfter, lår, skinkor och bröst samt gör bäckenbenet bredare. Det startar tillväxten av livmodern, livmoderslemhinnan, och påbörjar menstruation.
- Större bröst, vårtgårdar och bröstvårtor.
- Tillväxt av kroppshår, främst under armar och pubeshår.
- Bredare höfter. Det finns flera former på bäckenbenet, men kvinnor har för att underlätta förlossning vanligen en gynekoid form, som är rund och oval.[7][8]
- Mindre händer och fötter än män.
- Runt eller hjärtformat ansikte, med mindre käke, större kindben och mer underhudsfett på kinderna, mindre näsa, rund haka, högre och rundare ögonbryn.[6]
- Lägre hårfäste, vanligen formad som ett uppochnedvänt U.[9]
- Längre hår till följd av östrogen (jämför kvinnligt håravfall).[10][11]
- Smalare midja än män.
- Förändrad fördelning av vikt och fett; mer underhudsfett och fettreserver, främst kring skinkor, lår och höfter.
- Labia minora, de inre blygdläpparna, kan bli mer framträdande och genomgå färgförändringar.[12]

## Sjukdomar
Hormonrubbningar till följd av sjukdomar kan leda till att de sekundära könskarakteristika förändras. Män kan drabbas av feminisation genom till exempel att utveckla gynekomasti eller galaktorré, och kvinnor kan drabbas av virilism genom att till exempel utveckla hirsutism. På grund av förändrade hormonnivåer minskar normalt de sekundära könskarakteristika vid klimakteriet och andropausen.